# Bienvenido Nebres
Bienvenido F. Nebres (Baguio, Mancomunidad Filipina, 15 de marzo de 1940) es un científico, matemático y sacerdote jesuita filipino, y el rector con más tiempo en el cargo en la Universidad Ateneo de Manila. Sucedió a Joaquin G. Bernas en 1993 y fue rector hasta el 1 de junio de 2011. Es miembro de la junta directiva de la Universidad de Georgetown, de la Universidad Régis, del Asian Institute of Management (donde es vicepresidente) y de varias escuelas y universidades de Filipinas. Es también miembro de la junta directiva de la Philippine Long Distance Telephone Company y presidente de la Synergeia Foundation. Fue también el provincial de la Compañía de Jesús en Filipinas.
Durante los 18 años en que ocupó el puesto de rector de la Universidad Ateneo organizó diversas iniciativas que incluyen la celebración del sesquicentenario de la fundación de la universidad. El 1 de junio de 2011 fue sucedido como rector por Jose Ramon Villarin.
Desde su regreso a Filipinas en 1970 tras estudiar en el extranjero, Nebres trabajó en tres áreas principales: la didáctica y el desarrollo de las matemáticas y la ciencia en Filipinas y el Sudeste Asiático, el trabajo administrativo en la universidad y en la Compañía de Jesús y en la situación sociopolítica de Filipinas durante los años de la ley marcial y primeros años de la restauración democrática. A principios de los años 1990, también estuvo implicado en el mundo empresarial, en particular en las relaciones entre universidades y la empresa y la tecnología.
En 2011, fue nombrado Científico Nacional de Filipinas recomendado por la Academia Nacional de Ciencia y Tecnología de Filipinas.

## Infancia y educación
Bienvenido Nebres nació en Baguio el 15 de marzo de 1940 y creció en Bacnotan, en La Unión, Filipinas. Estudió en la Escuela Primaria de Bacnotan, tras lo que se trasladó al Christ the King College en San Fernando, La Unión. Tuvo una vocación temprana al sacerdocio, y pronto se incorporó al seminario de Vigan, en Ilocos Sur. Quería convertirse en sacerdote debido a la influencia de una profesora monja. Terminó el instituto en el Seminario de San José y se trasladó al Noviciado del Sagrado Corazón en Novaliches.
Realizó sus estudios en cultura clásica y filosofía, obteniendo el título de grado en 1962 y la maestría en 1963, ambos en filosofía, en el Escolasticado Jesuita del Berchmans College, en Cebú. Entre 1965 y 1970 estudió en la Universidad Stanford, donde obtuvo una maestría y un doctorado en matemáticas. Completó su tesis «Preservation Theorems and Herbrand Theorems for Infinitary Languages» (Teoremas de conservación y teoremas de Herbrand para lenguajes infinitarios) en 1970 bajo la dirección de Solomon Feferman.

## Enseñanza y desarrollo de la ciencia en el Sudeste Asiático
Nebres fue el presidente fundador de la Sociedad Matemática de Filipinas en 1972. Fue también uno de los miembros fundadores de la Sociedad Matemática del Sudeste Asiático en 1972. Esta última ha continuado con sus actividades entre las naciones del Sudeste Asiático apoyando programas de posgrado, investigación y docencia de las matemáticas. Nebres fue presidente de la Sociedad Matemática del Sudeste Asiático en el año 1977-78, dentro del proceso de consolidación de la red.
Fue también uno de los fundadores del consorcio formado por las principales universidades de Manila para desarrollar programas de doctorado en matemáticas, física y química. El consorcio logró desarrollar una masa crítica de científicos en la región y desarrollo importantes vínculos con científicos en el extranjero (especialmente en Australia y Japón) y se convirtió en el núcleo de una gran red de escuelas en Filipinas (más de 110 institutos y 30 universidades y escuelas universitarias) apoyadas por el Departamento de Ciencia y Tecnología de Filipinas como un grupo de liderazgo en la mejora de la educación en ciencia e ingeniería en el país.
Entre 1992 y 1998, Nebres fue presidente del comité consultivo de un proyecto de educación en ingeniería y ciencia del Departamento de Ciencia y Tecnología de Filipinas financiado por el Banco Mundial y el Banco Japonés de Cooperación Internacional. Entre 1994 y 1998, dirigió un equipo en el Departamento de Educación de Filipinas para el desarrollo de planes educativos para fortalecer la educación primaria y secundaria en las provincias más pobres del país. Ha sido el presidente del Comité Técnico de Ciencia y Matemáticas de la Comisión de Educación Superior de Filipinas desde su creación y presidió su grupo de trabajo técnico para el desarrollo del profesorado universitario.
En 2012 se convirtió en fellow de la American Mathematical Society.

## Como jesuita
Nebres fue decano de la Escuela de Artes y Ciencias del Ateneo de Manila entre 1973 y 1980. También fue rector de la Casa de Estudios Loyola entre 1980 y 1982. Entre 1983 y 1989, fue provincial de los jesuitas en Filipinas. También fue rector de la Universidad Xavier - Ateneo de Cagayán, en Cagayán de Oro, entre 1990 y 1993. Tras ello fue rector de la Universidad Ateneo de Manila de 1993 a 2011, lo que lo convierte el rector con más tiempo en el cargo.
Su principal meta fue el fortalecimiento de la educación básica y de la ciencia y la tecnología en Filipinas. Forma parte del Ateneo a través de diversas iniciativas, incluyendo el desarrollo de la educación básica a través del Centro Ateneo para el Desarrollo Educativo y el Centro Ateneo para la Enseñanza del Inglés, entre otras, el desarrollo de la salud pública a través del Programa Líderes de la Salud del Ateneo y de la fundación de la Escuela Ateneo de Medicina y Salud Pública, la vivienda y el desarrollo social a través de iniciativas como Gawad Kalinga y Kalinga Luzon, donde es uno de los principales organizadores, y el liderazgo y la gestión.

## Sociedad y política
Nebres trabajó para fundar el Centro de Servicios Comunitarios y los primeros programas de concienciación y politización en el Ateneo de Manila en la década de 1970. Entre los estudiantes de estos programas surgieron varios contribuyentes importantes al desarrollo social en Filipinas. También colaboró en los programas políticos de varios partidos y grupos durante los años en que se formaron alternativas al régimen militar de Ferdinand Marcos. Como provincial de los jesuitas en Filipinas entre 1983 y 1989, buena parte de su trabajo fue para apoyar y coordinar el trabajo de la iglesia en los años previos e inmediatamente posteriores a la Revolución EDSA en 1986. En 2006, fusionó el Centro de Servicios Comunitarios con la Escuela de Gobierno del Ateneo.

### Presidente de la comisión de educación
El 4 de septiembre de 2007, la comisión de educación de la Oficina del Presidente de Filipinas nombró presidente a Nebres. Estuvo acompañado por otros cuatro miembros: Emmanuel Angeles, presidente de la Fundación Universitaria de Ángeles, Donald Dy, presidente de la Cámara de Comercio e Industria de Filipinas, Victor Limlingan, catedrático del Asian Institute of Management y José Abueva, exrector de la Universidad de Filipinas. Además, intervenían el secretario de Educación Jesli Lapus, Romulo Neri y Augusto Syjuco. La orden para conformar la comisión fue firmada por la presidenta Gloria Macapagal Arroyo en la Orden Ejecutiva 635 del 24 de agosto.

### Frontline Leadership
El 5 de diciembre de 2007, Nebre inició «Frontline Leadership», un proyecto para un libro de la Escuela de Gobierno del Ateneo (patrocinado por la Fundación Konrad Adenauer alemana) escrito por varios autores. Afirmó que «Espero con interés el futuro cuando el próximo Presidente de Filipinas no venga del Senado sino de entre los alcaldes o gobernadores; espero que una próxima generación de líderes surja y vea el liderazgo local como la ola del futuro». El libro narra las actuaciones de cuatro excargos locales, una gobernadora de Bisayas no nombrada y uno aún en el cargo: el alcalde de Naga Jesse Robredo, la exalcaldesa de San Fernando Mary Jane Ortega, el exgobernador de Bulacán Josie de la Cruz y el exgobernador de Surigao del Norte Robert Lyndon Barbers.

## Empresa
Nebres formó parte de la junta directiva de varias empresas como director independiente, la más destacada de ellas la Philippine Long Distance Telephone Company (PLDT), de la que formó parte entre 1998 y 2012. Su dimisión el 25 de septiembre de 2012 vino motivada por el «distanciamiento» del presidente de PLDT Manny Pangilinan del Ateneo debido a diferencias de posiciones «irreconciliables» en temas controvertidos, como la Ley de Salud Reproductiva, a la que se opone la Iglesia católica filipina.

## Premios y reconocimientos
- En 1981, recibió la Orden de las Palmas Académicas por sus contribuciones al intercambio cultural entre Filipinas y Francia, especialmente en el campo de las matemáticas.
- En 1992, recibió un doctorado honoris causa en Derecho de la Universidad de Filipinas por su trabajo en la promoción de la ciencia y la tecnología en el país. En 2004, recibió un doctorado en ciencias honoris causa de la Universidad de La Salle–Manila por su trabajo en ciencia y en educación.
- En 1999, entró en el Salón de la Fama de Alumnos del Centro de Actividades Asiáticas de la Universidad Stanford «por sus logros distinguidos y contribuciones destacadas a nuestra comunidad y sociedad».
- En 2001, recibió el rango de oficial de la Orden Nacional del Mérito de Francia. La condecoración reconoce sus «contribuciones al desarrollo del conocimiento científico y la educación en Filipinas, así como su dedicación a la promoción de las relaciones entre universidades francesas y filipinas».[7]

Nebres es también miembro honorífico de Phi Kappa Phi.
La Conferencia Episcopal de Filipinas anunció el 15 de junio de 2008 que «el rector de la Universidad Ateneo de Manila Bienvenido Nebres será distinguido como uno de los "50 Hombres y Mujeres de Ciencia" del Departamento de Ciencia y Tecnología entre julio y septiembre; la cita sobre Nebres del Departamento de Ciencia y Tecnología lo describe como un "icono de la educación", habiendo reconciliado los campos de ciencia y religión con su trabajo».